# Vitali Denísov (esquiador)
Vitali Valérievich Denísov –en ruso, Виталий Валерьевич Денисов– (Barnaúl, URSS, 27 de febrero de 1976) es un deportista ruso que compitió en esquí de fondo.
Ganó una medalla de bronce en el Campeonato Mundial de Esquí Nórdico de 2001, en la prueba de 10 km + 10 km persecución. Participó en los Juegos Olímpicos de Salt Lake City 2002, ocupando el quinto lugar en la misma prueba.

## Palmarés internacional
| Campeonato Mundial | Campeonato Mundial | Campeonato Mundial | Campeonato Mundial      |
| Año                | Lugar              | Medalla            | Prueba                  |
| ------------------ | ------------------ | ------------------ | ----------------------- |
| 2001               | Lahti (Finlandia)  | Medalla de bronce  | 10 km+10 km persecución |